# V345 Близнецов
V345 Близнецов (лат. V345 Geminorum, HD 60987) — кратная звезда в созвездии Близнецов на расстоянии приблизительно 308 световых лет (около 95 парсек) от Солнца. Возраст звезды определён как около 2,9 млрд лет.
Пара первого и второго компонентов (HD 60987A) — двойная затменная переменная звезда типа W Большой Медведицы (EW). Видимая звёздная величина звезды — от +7,88m до +7,82m. Орбитальный период — около 0,2747 суток (6,5946 часа).

## Характеристики
Первый компонент (HD 60987Aa) — жёлто-белая звезда (ранее была определена как пульсирующая переменная звезда типа Дельты Щита (DSCTC:)) спектрального класса F0, или F7V*. Масса — около 1,371 солнечной, радиус — около 1,134 солнечного, светимость — около 1,712 солнечной*. Эффективная температура — около 6115 К.
Второй компонент (HD 60987Ab) — жёлто-белая звезда спектрального класса G-F. Масса — около 0,195 солнечной, радиус — около 0,486 солнечного, светимость — около 0,248 солнечной*. Эффективная температура — около 6365 К.
Третий компонент — красный карлик спектрального класса M3-M4*. Масса — около 0,3 солнечной*. Орбитальный период — около 646,7 суток (1,771 года)*.
Четвёртый компонент (HD 60987Ba) — жёлтый карлик спектрального класса G. Видимая звёздная величина звезды — +9,5m. Радиус — около 1,15 солнечного, светимость — около 1,367 солнечной. Эффективная температура — около 5823 К. Удалён на 3 угловых секунды. Орбитальный период — около 1479108 суток (4049,6 года).
Пятый компонент (HD 60987Bb).

## Планетная система
В 2019 году учёными, анализирующими данные проектов HIPPARCOS и Gaia, у звезды обнаружена планета.